# Custode al celor două moschei sfinte
Custodele celor două moschei sfinte (arabă خادم الحرمين الشريفين (Ḫādim al-Ḥaramayn aš-Šarīfayn)), uneori tradus ca Slujitorul celor Două Sanctuare Nobile sau Protectorul celor Două Orașe Sfinte, este un titlu regal folosit de mai mulți conducători islamici, incluzându-i pe Ayyubizi, sultanii mameluci din Egipt, sultanii otomani și regii saudiți. Titlul se referă la faptul că monarhul își asumă responsabilitatea de a păzi și întreține cele două moschei sfinte din Islam, Al-Masjid al-Haram (Moscheea Sfântă) din Mecca și Al-Masjid an-Nabawi (Moscheea Profetului) din Medina.

## Istoric
Prima persoană care a deținut acest titlu a fost Saladin.
După înfrângerea mamelucilor și obținerea controlului asupra orașelor Mecca și Medina în 1517, sultanul otoman Selim I a adoptat și el acest titlu. A fost apoi folosit de toți sultanii următori, ultimul fiind Mehmed al VI-lea.
Primul rege saudit care și-a asumat acest titlu a fost Fahd bin Abdul Aziz, în 1986. Regele Fahd a înlocuit termenul de „Majestatea Sa” cu cel de „Custode al celor două moschei sfinte”. Actualul rege saudit, Salman bin Abdulaziz al Saud, a preluat același titlu după moartea Regelui Abdullah, fratele său vitreg, pe 23 ianuarie 2015.